# Ngor Evam Chöden
| Tibetische Bezeichnung |
| --- |
| Tibetische Schrift: ངོར་ཨེ་ཝམ་ཆོས་ལྡན།                                                                                            |
| Wylie-Transliteration: Ngor E wam chos ldan                                                                                   |
| Andere Schreibweisen: Ngor Evam Chokden                                                                                       |
| Chinesische Bezeichnung |
| Vereinfacht: 鄂尔寺, 俄尔寺, 鄂·艾旺寺, 鄂·艾旺曲登寺, 鄂·艾旺却第寺, 哦耶旺寺, 俄尔·艾旺曲德寺, 鄂寺, 艾旺却丹寺, 俄尔艾旺寺 |

Das Ngor-Kloster ist das Gründungskloster der Ngor-Tradition (Ngorpa), einer der drei Hauptunterschulen der Sakya-Tradition des tibetischen Buddhismus, die enge Beziehungen zu Nepal unterhielt. Es wurde 1429 von Künga Sangpo (1382–1456) gegründet und ist Sitz der Thronhalter von Ngor Evam Chöden.
Das Kloster befindet sich in der Gemeinde Qugboxung der Stadt Shigatse in Tibet.
Eine Biographie seines Gründers schrieb Sanggye Phüntshog (1649–1705). Um die Erforschung haben sich Amye Zhab (1597–1659) und Loter Wangpo (1847–1914) Verdienste erworben. Eine neuere Geschichte des Klosters stammt von Thubten Nyingpo.